# ميلانيا كابياديني

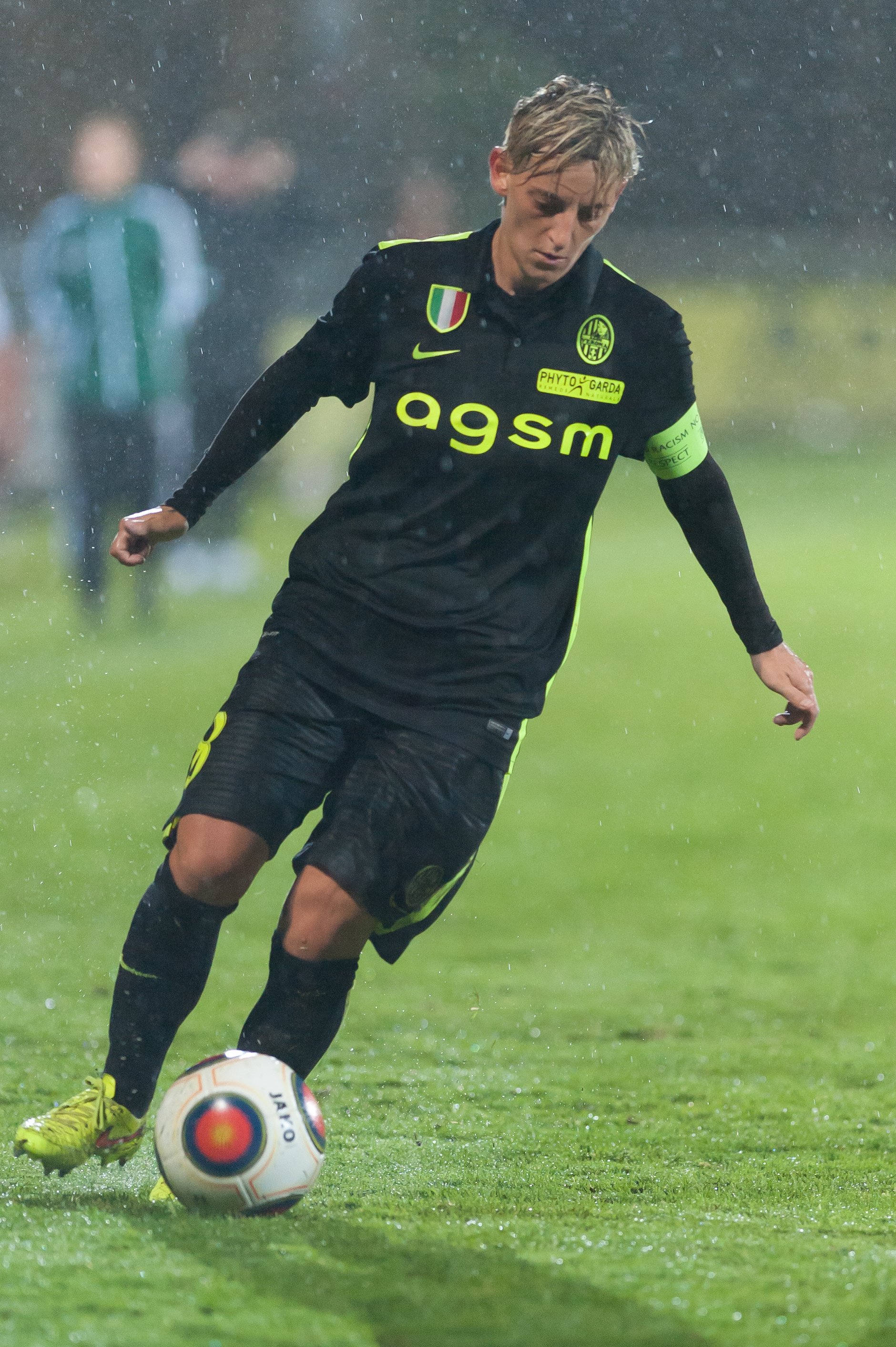
Melania Gabbiadini 2015

ميلانيا كابياديني (بالإيطالية: Melania Gabbiadini)‏ (من مواليد 28 أغسطس 1983): مهاجمة في الفريق النسوي الإيطالي لكرة القدم. وتلعب لفريق أي جي إس إم فيرونا في دوري الدرجة الأولى الإيطالي. تلعب بمركز الهجوم أو الجناح السريع، وهي واحدة من أهم لاعبات منتخب إيطاليا لكرة القدم للسيدات ولها أكثر من 85 مباراة دولية. وشاركت مع المنتخب في بطولة أمم أوروبا لكرة القدم للسيدات 2005، 2009 و2013. شقيقها الأصغر مانولو كابياديني وهو أيضا لاعب كرة قدم إيطالي دولي ويلعب حاليا لنابولي.

## روابط خارجية
- ميلانيا كابياديني على موقع الاتحاد الدولي (مؤرشف)  (الإنجليزية)
- ميلانيا كابياديني على موقع الاتحاد الأوربي (الإنجليزية)
- ميلانيا كابياديني على موقع قاعدة بيانات كرة القدم.إي يو (الإنجليزية)
- ميلانيا كابياديني على موقع Soccerway.com (الإنجليزية)